# Figueirópolis d’Oeste
Figueirópolis d'Oeste – miasto i gmina w Brazylii, w stanie Mato Grosso.